# Zygina eburnea
Zygina eburnea är en insektsart som beskrevs av Franz Xaver Fieber 1884. Zygina eburnea ingår i släktet Zygina och familjen dvärgstritar. Inga underarter finns listade i Catalogue of Life.